# Pierre-Gilles de Gennes
Pierre-Gilles de Gennes (ur. 24 października 1932 w Paryżu, zm. 18 maja 2007) – francuski fizyk, laureat Nagrody Nobla w dziedzinie fizyki w 1991 r. Absolwent École normale supérieure. Początkowo zajmował się nadprzewodnikami, potem ciekłymi kryształami i polimerami. W 1999 nadano mu tytuł doktora honoris causa Uniwersytetu Karola w Pradze.